# چیکن اسکرامبل
چیکن اسکرامبل (انگلیسی: Chicken Scramble) یک بازی ویدئویی پازل تک‌نفره برای سکو‌های آی‌اواس، اندروید و فیس‌بوک می‌باشد که توسط راکت باتل گیمز توسعه و نشر پیدا کرده است.